# Espinar (tỉnh)
Tỉnh Espinar (tiếng Tây Ban Nha: Provincia de Espinar) là một tỉnh thuộc vùng Cusco của Peru. Tỉnh Espinar có diện tích 5311 km², dân số thời điểm theo điều tra dân số ngày 11 tháng 7 năm 1993 là 56591 người. Tỉnh lỵ đóng ở Yauri.